# トオーテース
トオーテース（古希: Θοώτης, Thoōtēs）は、ギリシア神話の人物である。長母音を省略してトオテスとも表記される。アテーナイの王メネステウスの伝令使であり、アテーナイ軍の武将としてトロイア戦争に参加した。戦争においてトオーテースが果たした重要な役割は『イーリアス』の12巻で語られている。リュキア勢がギリシア軍の防壁に攻撃した際、トオーテースはリキュア勢の勇猛さから激戦になることを察したメネステウスの命にしたがって、大アイアース、小アイアース、およびテウクロスに助力を求めた。そこで大アイアースは小アイアースとリュコメーデースに持ち場を任せ、テウクロスとともにアテーナイ勢の救援に向かった。もっとも、彼らの奮戦によってグラウコスを退けることができたが、サルペードーンとヘクトールを止めるには至らなかった。